# Alex Hitz
Alex Hitz (né le 10 février 1969) est un chef cuisinier américain, auteur de deux livres de cuisine, philanthrope, influenceur, chroniqueur. Fondateur de la ligne de produits alimentaires The Beverly Hills Kitchen.
Il a été nommé "le meilleur hôte du monde" par le Wall Street Journal,,.

## Biographie
Alex Hitz est né à Atlanta, en Géorgie, le 10 février 1969, de Caroline Bryans Sauls et Alex Hitz. La famille de sa mère était l'un des premiers investisseurs du  Coca-Cola Company, et Mme Hitz était membre du conseil d'administration de l'Atlanta Memorial Arts Center (aujourd'hui appelé Woodruff Arts Center) et de l'Atlanta Historical Society (désormais appelé Atlanta History Center).
La famille de son père descend de Florian Hitz, le premier ambassadeur suisse aux États-Unis. Ses parents ont divorcé quand  Hitz avait trois ans, et sa mère s'est remariée avec Robert Shaw, un chef d'orchestre symphonique et de chorale.
Pendant son enfance, Hitz a passé du temps avec la cuisinière de la famille, Dorothy Williams, qui lui a appris à cuisiner. Hitz  a passé ses jeunes années dans la maison de sa famille  en France.
En 1987, après avoir obtenu son diplôme en internat, Hitz a pris un job saisonnier durant l’été dans le  restaurant The Patio by The River à Atlanta, en Géorgie. Il a continué à travailler au Patio by The River chaque été pendant les quatre années suivantes, tout en poursuivant ses études.

### Éducation
Alex Hitz a obtenu une maîtrise d'anglais à l'université de Washington et Lee en 1991. En même temps, il a suivi un cursus classique à l'Université de Londres, où il a étudié l'anglais et le théâtre, et à l'Université de Paris La Sorbonne, où il a étudié la culture et la civilisation françaises.
Ensuite il a suivi des programmes avancés à la Peter Kump's Cooking School (aujourd'hui l'Institute of Culinary Education) à New York en 1995 et au Cordon Bleu à Paris en 1996.

## Carrière
En 1991, Hitz a acheté une partie de la société The Patio by the River et est devenu copropriétaire du restaurant avec Mary Boyle Hataway. The Patio by the River a été vendu en 1994. En 1995, Hitz s'installe à New York et coproduit plusieurs spectacles de Broadway (Triumph of Love (1997), la reprise de The Sound of Music (1998), etc.)
En 1998, il a commencé à investir dans le domaine de l'immobilier résidentiel dans le secteur de New York, Atlanta et Los Angeles. Il a également conçu des vêtements sur mesure et a été nommé douze fois pour figurer sur la liste des mieux habillées (Best-Dressed List),.
Depuis 2009, Hitz est l'un des trois administrateurs du Dennis Hopper Trust.

### Gamme de produits alimentaires
En 2008, Hitz a commencé à développer The Beverly Hills Kitchen, une gamme de produits alimentaires gastronomiques surgelés. Le premier produit alimentaire, le bœuf bourguignon, a été présenté sur la chaîne de télé-achat QVC le 1er octobre 2009,,.
En janvier 2011, Hitz a transféré sa gamme de produits sur la chaîne de télévision Home Shopping Network (HSN). Elle est devenue la seule marque alimentaire à disposer de son propre créneau horaire dédié à cette époque. En 2012, l'émission HSN  a été classé le premier dans la catégorie Cuisine et alimentation.

### L'art culinaire
L'art culinaire de Hitz combine les cuisines et les styles de préparation d'Atlanta et de la France. Il  crée des recettes haute-cuisine de qualité gastronomique qui sont accessibles en cuisine à la maison. Ses plats du Sud revisités se composent des cuisines Low Country et créole.
Ses maîtres étaient Andre Soltner à Lutèce à New York, et Michel Guerard à Eugénie-Les-Bains en France.

## Livres
Hitz est l'auteur du livre de cuisine My Beverly Hills Kitchen : Classic Southern Cooking with a French Twist (Knopf, octobre 2012), qui comprend 175 de ses recettes originales,,,.
En 2019, il a publié son deuxième livre The Art of The Host: Recipes and Rules for Flawless Entertaining avec les recettes et les règles pour apprendre à divertir (Rizzoli),,.
Il est chroniqueur gastronomique pour House Beautiful. Il partage ses recettes et ses conseils dans la rubrique Alex's Kitchen.  
De plus, il est conseillé de rédaction du magazine Town&Country.

## Distinctions
Il est connu comme le "Ralph Lauren de la nourriture et du vin".